# Сульфид аммония
Сульфид аммония — соль с формулой (NH4)2S.

## Химические свойства
Сульфид аммония, будучи солью слабого основания и слабой кислоты, разлагается водой следующим образом:
(NH4)2S → 2NH4+ + S2-
NH4+ + H2O ↔ NH3·H2O + H+
S2- + H2O ↔ HS- + OH-
Образуется слабодиссоциированный анион HS- и растворенный в воде аммиак. Именно поэтому в таблице растворимости это вещество помечено прочерком.

## Получение
Сульфид аммония получают по реакции сероводорода с избытком аммиака:
H2S + 2 NH3 → (NH4)2S

## Применение
Аммония сульфид иногда используется в фотографии для проявления, для патинирования бронзы и в текстильной промышленности. 

## Безопасность
Смешивание аммония сульфида с водой опасно, так как при этом выделяется токсичный сероводород.